# Tonnay-Charente
Tonnay-Charente település Franciaországban, Charente-Maritime megyében. Lakosainak száma 8248 fő (2022. január 1.). Tonnay-Charente Cabariot, Genouillé, Loire-les-Marais, Lussant, Moragne, Muron, Rochefort és Saint-Hippolyte községekkel határos.

## Népesség
A település népessége az elmúlt években az alábbi módon változott:
| Lakosok száma | 6332 | 6380 | 6814 | 6960 | 7914 | 7958 | 8010 | 8097 | 8142 | 8248 |
|               | 1968 | 1982 | 1990 | 2006 | 2013 | 2015 | 2017 | 2019 | 2020 | 2022 |